# 吐尔洪·湖吉
吐尔洪·湖吉（？—），男，柯尔克孜族，中国伊斯兰教人物，现任中国伊斯兰教协会副会长，克孜勒苏柯尔克孜自治州伊斯兰教协会副会长。